# گونه ۳
گونه ۳ (به انگلیسی: Species III) فیلمی محصول سال ۲۰۰۴ به کارگردانی برد ترنر است. در این فیلم بازیگرانی همچون ناتاشا هنستریج، سانی می‌بری، رابین دان، رابرت نپر، آملیا کوک، جان پل پیتوک، کریستوفر نیم، مایکل وارن ایفای نقش کرده‌اند.
این فیلم دنباله فیلم‌های گونه و گونه ۲ است.

## داستان
«سارا» دختر «ایو» مأموریت خود برای پیدا کردن رابطه‌ای با انسانها آغاز می‌کند. اما تیمی از متخصصان ارتش در جستجوی او هستند تا قبل از دیر شدن او را نابود کنند.